# Willians Santana
Willians dos Santos Santana (Aracaju, 22 de maio de 1988) é um futebolista brasileiro que atua como ponta-esquerda. Atualmente joga no Confiança.

## Carreira

### Vitória
O jogador chegou jovem ao Vitória, ingressando nas categorias de base enquanto pré-adolescente. Foi integrado ao elenco principal do rubro-negro baiano em 2007, quando ajudou, ainda na reserva, o time de Salvador a ascender à elite do futebol brasileiro, inclusive marcando um gol na goleada sobre o CRB que garantiu o retorno do Leão à Série B.
Em 2008, após muita desconfiança da torcida e imprensa no Baianão 2008, Williams conseguiu a titularidade com o treinador Vágner Mancini e se destacou nacionalmente no Brasileirão daquele mesmo ano pela sua regularidade. Sondado por diversos clubes, acabou tendo parte de seus direitos vendidos à empresa Traffic e foi, juntamente com seu companheiro de equipe, Marquinhos, repassado, por empréstimo, ao Palmeiras.

### Palmeiras
Teve a sua contratação oficializada no dia 3 de janeiro de 2009, junto com o lateral-esquerdo Pablo Armero. Fez seu primeiro gol pelo clube paulista na derrota para a LDU por 3 a 2, em partida válida pela Copa Libertadores da América, em Quito.

### Fluminense
Em dezembro de 2009, ao fim do empréstimo ao Palmeiras, seria reintegrado ao elenco do Vitória, porém, seu passe foi comprado pela empresa Traffic e foi repassado ao Fluminense, Onde não se Firmou e foi repassado ao Sport.

### Sport
No dia 27 de maio de 2011, acertou com Sport por três anos. Deixou o time pernambucano em janeiro de 2013.

### América-MG
Já no dia 23 de março de 2013, Willians assinou com o América Mineiro até dezembro de 2014.

### Bahia
No dia 12 de janeiro de 2015, foi apresentado no Bahia. Mesmo ter passado pela base do rival Vitória, que também havia feito sondagens para o jogador retornar, ele preferiu acertar com o Tricolor de Aço.

### Matsumoto Yamaga
Em julho, Willians acertou sua ida para o Matsumoto Yamaga, para ajudar a evitar a queda da 1ª divisão do Campeonato Japonês. Houve compensação financeira para selar a transferência.

### Atlético Goianiense
Em dezembro de 2016, Willians foi contratado pelo Atlético Goianiense para a temporada 2017.

### Avaí
Após rescindir com o Atlético Goianiense, acertou com o Avaí.
| “                                   | Nosso objetivo é ficar, fazer uma grande campanha. Não tivemos um começo muito bom, mas tem tempo de recuperar, domingo temos oportunidade disso, temos que vencer e não podemos mais ficar sem vencer, pois daqui a pouco fica mais complicado. Vamos buscar a vitória no domingo. Estou feliz pela oportunidade que o Avaí está me dando, agradeço muito, alguns jogadores entraram em contato comigo, então estou muito feliz de estar aqui. | ” |
| — Willians, na apresentação no Avaí | |   |

### CRB
Em dezembro de 2017, o CRB anunciou Willians como seu novo reforço para a temporada 2018. Marcou 13 gols em 56 partidas pelo Mais Querido na temporada.
No dia 15 de junho de 2019, após passagem apagada pelo Al-Khor, retornou ao CRB para a sequencia da Série B.

## Títulos
Vitória
- Campeonato Baiano: 2007 e 2008

Fluminense
- Campeonato Brasileiro: 2010

Bahia
- Campeonato Baiano: 2015

Confiança
- Campeonato Sergipano: 2024

### Outras conquistas
Palmeiras
- Taça Osvaldo Brandão: 2009